# Santa Croce Camerina
Santa Croce Camerina (in siciliano: Santa Cruci) è un comune italiano di 11 517 abitanti del libero consorzio comunale di Ragusa, in Sicilia.

## Geografia fisica
Santa Croce Camerina si trova a sud ovest di Ragusa, da cui dista 20 chilometri. Il comune si affaccia sul canale di Sicilia e confina con il solo comune di Ragusa dal quale è circondato.

## Storia
Comune erede della colonia siracusana di Kamarina, fondata nel 598 a.C. e costruita sui colli antistanti il porto alla foce dell'Ippari. La fondazione avvenne da parte di ecisti siracusani e perciò di origine corinzia, Daskon e Menekleos, che guidarono i coloni, ed è testimoniata dall'emissione di una moneta con l'elmo corinzio e una palma mediterranea.
Il porto fu costruito drenando la preesistente palude, da qui il nome della ninfa Kama(rina) ed il simbolo della rinascita con il cigno. Da colonia di Siracusa Kamarina si affermò quale Polis autonoma e nell'anno 553 a.C. si ribellò alla città-madre coinvolgendo nella sua causa le vicine popolazioni sicule sue alleate.
Durante il dominio esercitato dal condottiero Ippocrate di Gela venne ripopolata con coloni geloi nell'anno 495 a.C., ma il suo successore Gelone dei Deinomenidi la distrusse nel 485 a.C. per ampliare il suo potere a Siracusa.
Nel 461 a.C. con la caduta dei Dinomenidi a Siracusa la polis riacquistò la propria autonomia e libertà e aumentò la popolazione poiché diede la cittadinanza a molti esuli geloi.
In seguito alla pace di Gela del 424 a.C. voluta dal siracusano Ermocrate a Kamarina venne assegnata da Siracusa come tributaria la polis siculo-ellenizzata di Morgantina, in cambio di una somma di denaro.
Durante la guerra fra Atene e Siracusa, sembra che Kamarina avesse aderito alla causa ateniese, come pare testimoniato dai tipi di diverse emissioni di monete, ma poi si defilò quando ad Alcibiade venne tolto il comando dell'esercito ateniese.
Kamarina rientrò nell'orbita siracusana durante il dominio di Dionisio il grande e prese parte alla simmachia di Dione nell'anno 357 a.C., quando questi con il suo esercito si portò alla conquista di Siracusa in potere del nipote Dionisio il giovane.
Dopo avere subito altri rovesci venne restaurata da Timoleonte nel 338 a.C., ma i suoi commerci diminuirono progressivamente durante la guerra fra Agatocle e Cartagine.
Del periodo classico vi sono testimonianze oltre che archeologiche in Pindaro (che dedicò le Odi olimpiche IV e V a Psaumide, citate anche dal Tasso che le ebbe a leggere e commentare nella redazione dei Discorsi del Poema Eroico). Kamarina appare anche citata più volte in Erodoto e Tucidide, che riporta un'orazione di Ermocrate all'assemblea riunita a Camarina.
Nell'anno 424 a.C. in seguito alla pace di Gela voluta da Ermocrate gli venne assegnata come polis in simmachia Morgantina; quest'ultima ricchissima di prodotti (orzo, grano, olio, vino ecc.) attraverso la strada interna che si dipartiva da Menanoin e Akrai e costeggiava il fiume Hipparis utilizzava l'ampio porto per commerciare con le polis della Grecia.
Fu saccheggiata dai Mamertini nell'anno 280 a.C.; poi fu occupata dai Romani; in seguito, poiché aveva aderito alla causa punica, venne severamente punita dai Romani nell'anno 258 a.C. con una distruzione quasi totale. Un villaggio di età repubblicana occupò soltanto il promontorio. Nell'area del tempio trasformato in chiesa, persistette tuttavia un piccolo villaggio.
Nei primi secoli della nostra era, nei pressi di Capo Scalambri si formò un nucleo abitato che assunse il nome di Caucana, con tale nome si indicarono anche gli agglomerati sorti nei pressi e lungo il corso del così detto fiume di Santa Croce (abitato del Mirio e della Pirrera).
Dopo la conquista bizantina, Caucana ed il suo entroterra divennero un importante rogon (deposito di grano) che si avvaleva del porto naturale per i traffici con gli altri porti del Mediterraneo
Con la conquista normanna il Gran Conte Ruggero d'Altavilla costituì la Contea di Ragusa e la affidò a suo figlio Goffredo, il territorio di Santa Croce fece parte della contea di Ragusa e fu da Goffredo donato, tra il 1093 ed il 1120, al monastero benedettino di Santa Maria la Latina di Gerusalemme. Nel territorio di Santa Croce venne costruito un monastero benedettino affidato ad un priore fin dai primi decenni del XII secolo come ci attestano le pergamene del 1151 conservate presso l'abazia di Agira. Dopo la caduta di Gerusalemme nelle mani del Saladino, gli abati di Santa Maria la Latina, si trasferirono prima a San Giovanni d'Acri e nel 1291 nel monastero di San Filippo d'Argirò oggi Agira e da quel monastero amministrarono per tutto il periodo medievale il vasto feudo di Sancte Crucis de Rosacambra.
Santa Croce è l'unico comune della provincia di Ragusa a non aver mai fatto parte della Contea di Modica, essendo feudo ecclesiastico non fu sottoposto a decime e venne gestito dai priori del monastero di Santa Croce fino al 1420. In seguito gli abati di Santa Maria la Latina di Agira affittarono il territorio a nobili ragusani e modicani per brevi periodi. Nel 1458 fu affittata a Pietro Celestri, nobile modicano, che acquisì in perpetuo il vasto feudo di Santa Croce il 30 aprile 1470; Michele, figlio di Pietro Celesti, donò il feudo al figlio Pietro II il quale morì in battaglia a Ravenna nel 1512, pertanto il feudo pervenne al piccolo Giovanni Battista che rimase sotto tutela dei nonni paterni Pietro e Margherita Pancaldo.
Avvalendosi di un testamento privo di valore legale, Donna Margherita si impossessò del feudo e lo trasmise per donazione al terzogenito Matteo Celestri che lo diede in dote nel 1534 alla figlia Bianca Celestri che andò sposa a Giovanni Bellomo, nobile siracusano; pertanto da questa data e fino al 1582, il feudo di Santa Croce fu in possesso dei Bellomo. Ma a partire dal 1535 i Celestri avevano intentato causa ai Bellomo chiedendo la nullità della donazione fatta dalla nonna Margherita Pancaldo e, morti Pietro III Celestri e Antonio Bellomo, i figli di costoro, rispettivamente Giovanni Battista II Celestri e Giovanni Cosimo, pervennero ad un accordo e stilarono la transazione presso il notaio Antonino Occhipinti di Palermo il 23 dicembre 1580 per cui metà del feudo col nome di Santa Croce fu restituito ai Celestri e l'altra parte col nome di Risgalambro rimase ai Bellomo.
Riottenuto parte del feudo, il barone Giovan Battista II Celestri, dottore in legge, incaricato dai re di Spagna a ricoprire alte cariche pubbliche tra cui quella di membro del Supremo Consiglio d'Italia a Madrid, inoltrò la richiesta di popolamento del feudo. Richiesta che fu approvata dal re Filippo II di Spagna il 2 novembre 1598 e resa esecutiva nel regno di Sicilia il 29 gennaio 1599 data oggi assurta come natale del comune, ovvero della fondazione come area urbana di Santa Croce; in tempi moderni fu aggiunto il nome "Camerina" in ricordo della precedente città.

### Simboli
Lo stemma comunale e il gonfalone sono stati concessi con decreto del presidente della Repubblica del 16 maggio 1962.
Sullo sfondo azzurro dello stemma comunale figura un cigno d'argento, natante, al volo spiegato. Il gonfalone è un drappo partito di azzurro e di bianco.

## Monumenti e luoghi d'interesse

### Architetture religiose
- La chiesa madre, costruita nei primi anni del 1600 su un precedente impianto medievale è il monumento più importante di Santa Croce Camerina. Fu completamente ristrutturata a partire dal 1797 su progetto dell'architetto palermitano Teodoro Gigante, che aveva ricevuto l'incarico dal marchese Tommaso Celestri. I capomastri che effettuarono l'ampliamento della vecchia matrice furono i palermitani Giuseppe Mazzarella e Giovanni Vaccaro, sostituiti nei primi dell'Ottocento dal capomastro e direttore dei lavori Dionisio Bocchieri della città di Ragusa. La ricostruzione e ampliamento che fu celere nel periodo napoleonico, ristagnò con l'avvento del Regno delle due Sicilie e si dovette attendere sino al 1885 per la sua ultimazione. Ha pianta a croce latina con tre navate, misura metri 45 dal portone principale all'abside; al suo interno si conserva una copia della Madonna di Loreto del Caravaggio di recente attribuita al pittore nordico Martin Faber, una statua ottocentesca in legno di cipresso, di San Giuseppe, patrono della città, dal 13 marzo 1994, ed un monumento sepolcrale del 1604 voluto dal marchese Giovanni Battista II Celestri; un quadro di San Massimiliano Kolbe visitato da Maria SS. opera del 1996; la cappella del Sacro Cuore di Gesù, la più ampia del tempio, realizzata nel 1853 dall'architetto Nicita. A metà della navata sinistra, è collocata la statua della vetusta Patrona Santa Rosalia Sinibaldi, opera di prima metà del '700. Presso l'abside troviamo il quadro raffigurante il Battesimo di Cristo, dei primi del '700, copia dell'omonimo conservato in San Pietro al Vaticano e quello della Madonna dei Poveri, di Pietro Novelli il Monrealese, realizzato a fine XVII secolo. La statua del titolare della chiesa, san Giovanni Battista, invece, è di fine '700. Altro quadro interessante è quello di San Francesco da Paola, del 1894, posto nel transetto sinistro vicino la cappella del SS. Sacramento. Gli affreschi dei quattro Evangelisti, sui pinnacchi della cupola, opera del santacrocese prof. Giovanni Aquila, sono del 1986. L'organo con 36 canne posto sopra la cantoria, risale a fine '700 o inizi '800.
- La chiesa del Carmine, costruita assieme al piccolo convento tra il 1614 ed il 1615 per volontà del marchese Pietro IV Celestri, è stata completamente ricostruita nel 1875 su progetto dell'ing. Salvatore Toscano, abbandonata e riconsacrata più volte, nel 1998, terminata l'ultima fase di restauro, è stata definitivamente restituita al culto, durante il parrocato di don Salvatore Bertino. Si trova vicina al Palazzo del Cingo, sede del comune, in via Carmine.
- Altre edifici religiosi, facenti parte della giurisdizione parrocchiale della chiesa madre, e aperte al culto per il periodo estivo sono: la chiesa Madonna di Portosalvo, nella borgata di Punta Secca, vicino la famosa "Casa del Commissario Montalbano", la chiesa della Trasfigurazione in contrada Finaiti, la chiesa Mater Ecclesiae a Casuzze, la chiesa Regina Apostolorum a Caucana e la chiesa Madonna del Tindari a Punta Braccetto, nella zona ricadente nel comune di Ragusa.
- In via Diana, a Santa Croce, sorge l'istituto delle Suore Nazarene del Sacro Cuore, ove all'interno vi è una cappella.

Esistevano inoltre altre chiese nel passato oggi scomparse o non più usate:
- Chiesa di Sant'Antonio Abate (XVII sec.)
- Chiesa della Madonna dell'Itria (XVII-XVIII sec.)
- Cappella di S. Giuseppe (XVIII sec.)
- Chiesa bizantina (IV-V sec.)
- Basilica "della Pirrera" (IV-V sec.)

### Architetture civili
- Palazzo Comunale, sorto nell'area della demolita chiesa del Carmine ha inglobato ruderi del vecchio convento; fu progettato nel 1874 dall'ing. Salvatore Toscano ed è stato sopraelevato di un piano nel 1954.
- Palazzo Celestri oggi Arezzo, fu sede dell'amministrazione civile del Marchesato di Santa Croce, nei suoi bassi teneva l'Ufficio il Governatore ed il Secreto, motivo per cui l'attuale piazza Giovanni Battista II Celestri era denominata della Secrezia. I marchesi vi risiedettero brevemente durante i rari soggiorni che effettuarono nella Terra di Santa Croce. Nella seconda metà dell'Ottocento fu venduto dai Principi di Sant'Elia eredi dei Celestri alla nobile famiglia palermitana dei marchesi Arezzo che ne detengono la proprietà.
- Palazzo Vitale-Ciarcià, costruito tra il 1809 ed il 1811 da don Guglielmo Vitale futuro barone di Corchigliato, sorge alle spalle della chiesa madre, conserva nel salone delle feste un magnifico pavimento in calcare duro con tarsie in pietra pece datato 1811.

#### Necropoli del Mirio
La necropoli del Mirio fu costruita nel IV-V secolo d.C., costituita da un centinaio di tombe, di cui una a tholos, edificata nell'età del bronzo.

#### Mausoleo goto
Edificio costruito nel VI secolo dai Goti ed usato come sepoltura, venne in seguito adibito a terme in epoca islamica (per tale motivo definito "bagno arabo"). Paolo Orsi erroneamente aveva pensato che si trattasse di una chiesa bizantina, credenza rimasta viva per molto tempo.

## Società

### Evoluzione demografica
Abitanti censiti

### Etnie e minoranze straniere
Secondo i dati ISTAT del 31 dicembre 2009, la popolazione straniera residente era di 1 660 persone. Le nazionalità maggiormente rappresentate, in base alla loro percentuale sul totale della popolazione residente, erano:

Distribuzione del gruppo siciliano

- Tunisia, 969 – 9,87%
- Albania, 281 – 2,86%
- Romania, 205 – 2,09%
- Algeria, 116 – 1,18%

### Lingue e dialetti
Oltre alla lingua ufficiale italiana, a Santa Croce Camerina si parla la lingua siciliana nella sua variante metafonetica sud-orientale. La ricchezza di influenze del siciliano, appartenente alla famiglia delle lingue romanze e classificato nel gruppo meridionale estremo, deriva dalla posizione geografica dell'isola, la cui centralità nel mar Mediterraneo ne ha fatto terra di conquista di numerosi popoli gravitanti nell'area mediterranea.

## Cultura

### Letteratura
Pindaro dedicò le Odi olimpiche IV e V a Psaumide di Kamarina. Quelle odi sono anche citate dal Tasso nel suo trattato Discorsi sul poema eroico. Kamarina appare anche citata più volte in Erodoto e Tucidide.
Leonardo Sciascia vi collocò l'epilogo de Il lungo viaggio (da Il mare colore del vino).
Nel Gargantua e Pantagruele di Rabelais viene citata l'espressione "Ne move Camarinam!" a significare "Non smuovere le acque (della palude)!" probabilmente con riferimento al fatto che Kamarina fu fondata attorno ad una palude trasformata in fiorente porto commerciale dai coloni siracusani alla fondazione.

### Kamarina, la palude, la dea
Kamarina è anche il nome della dea della palude e compare nelle monete della colonia a cui la Royal Numismatic Society ha dedicato una monografia.

### Gli appuntamenti
Il maggiore appuntamento di culto religioso e folcloristico è la festa del patrono san Giuseppe, a metà marzo, mentre la patrona santa Rosalia è festeggiata a metà settembre.
È tradizione preparare, per le famiglie devote al santo patrono, le tradizionali Cene di San Giuseppe, con banchetti stracolmi di primizie, dolci, piatti tipici, come voto di fede.

## Economia
L'economia della città è basata soprattutto sull'agricoltura con la coltura di primaticci in serra (pomodori, peperoni, zucchine, melanzane) di ortaggi, agrumi e olive; e sulla floricoltura di gladioli, garofani, tulipani e rose, coltivati in serre. Nell'altipiano a nord del centro urbano è sviluppato l'allevamento del bestiame. Il turismo muove i suoi primi passi stimolato dalla notorietà nazionale ed internazionale della fiction televisiva Il commissario Montalbano.

## Geografia antropica

### Frazioni
A pochi metri dalla costa si trovano le frazioni balneari di Santa Croce Camerina, che ogni anno sono caratterizzate da un intenso sviluppo turistico, soprattutto in estate. Esse sono:
- Punta Secca
- Casuzze
- Kaukana – Kaucana
- Punta Braccetto

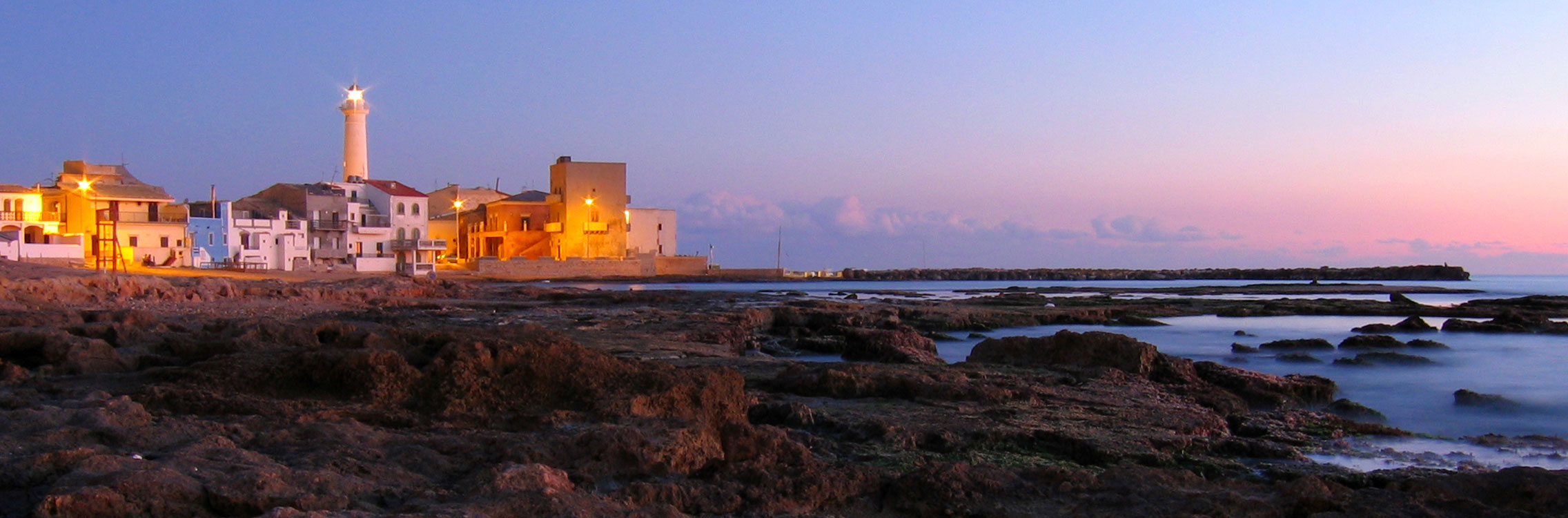
Punta Secca: faro e profilo del villaggio al crepuscolo.

Il borgo marinaro di Punta Secca deve la sua recente popolarità alla fortunata serie televisiva della RAI Il commissario Montalbano, tratta dai romanzi e racconti di Andrea Camilleri. La casa di mare del commissario è infatti situata, nella fiction televisiva, in una villetta nella piazzetta del borgo.

## Amministrazione
Di seguito è presentata una tabella relativa alle amministrazioni che si sono succedute in questo comune.
| Periodo         | Periodo          | Primo cittadino            | Partito                            | Carica  | Note  |
| --------------- | ---------------- | -------------------------- | ---------------------------------- | ------- | ----- |
| 22 luglio 1987  | 11 aprile 1990   | Orazio Gulino              | Democrazia Cristiana               | Sindaco | [ 8 ] |
| 11 aprile 1990  | 2 marzo 1992     | Francesco Giuseppe Di Bari | Democrazia Cristiana               | Sindaco | [ 8 ] |
| 2 marzo 1992    | 11 luglio 1992   | Alfredo Mandarà            | Partito Democratico della Sinistra | Sindaco | [ 8 ] |
| 8 agosto 1992   | 4 giugno 1993    | Francesco Giuseppe Di Bari | Democrazia Cristiana               | Sindaco | [ 8 ] |
| 8 dicembre 1993 | 1º dicembre 1997 | Gaetano Cascone            | Partito Democratico - lista civica | Sindaco | [ 8 ] |
| 2 dicembre 1997 | 28 maggio 2002   | Gaetano Cascone            | Partito Democratico - lista civica | Sindaco | [ 8 ] |
| 28 maggio 2002  | 15 maggio 2007   | Lucio Schembari            | Forza Italia                       | Sindaco | [ 8 ] |
| 15 maggio 2007  | 9 maggio 2012    | Lucio Schembari            | lista civica                       | Sindaco | [ 8 ] |
| 9 maggio 2012   | 11 giugno 2017   | Francesca Iurato           | lista civica                       | Sindaco | [ 8 ] |
| 11 giugno 2017  | 13 giugno 2022   | Giovanni Barone            | lista civica                       | Sindaco | [ 8 ] |
| 12 giugno 2022  | In carica        | Giuseppe Dimartino         | lista civica di centro-destra      | Sindaco | [ 8 ] |